# كيث ساوثرن
كيث ساوثرن (بالإنجليزية: Keith Southern)‏ (24 أبريل 1981 بغيتسهيد في المملكة المتحدة - ) هو لاعب كرة قدم بريطاني في مركز الوسط. لعب مع شروزبري تاون ونادي إيفرتون ونادي بلاكبول وهدرسفيلد تاون وفليتوود تاون.

## وصلات خارجية
- كيث ساوثرن على موقع قاعدة بيانات كرة القدم.إي يو (الإنجليزية)
- كيث ساوثرن على موقع Soccerbase.com (لاعب) (الإنجليزية)
- كيث ساوثرن على موقع Soccerway.com (الإنجليزية)
- كيث ساوثرن على موقع عالم كرة القدم.نت (الإنجليزية)